# Martial Solal

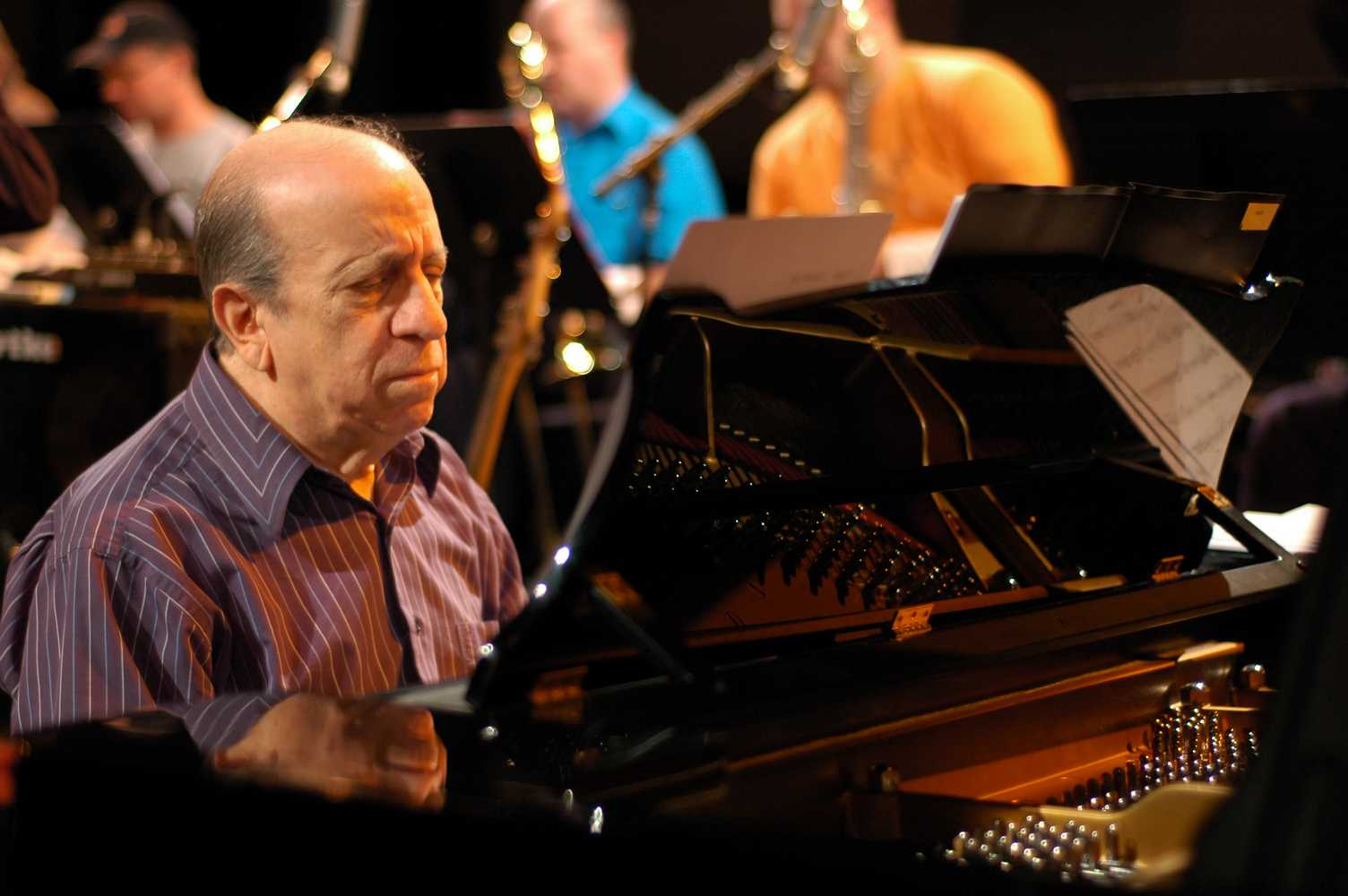
Martial Solal in 2006, met zijn Newdecaband

Martial Solal (Algiers, 23 augustus 1927 – Versailles, 12 december 2024) was een Frans jazzpianist, componist en dirigent.
Hij werd bekend door de muziek die hij schreef voor de film À bout de souffle (1960) van Jean-Luc Godard. Hij was beïnvloed door Horace Silver.
Solal werd geboren als zoon van een pianist en een operazangeres. Op zesjarige leeftijd begon hij met pianospelen, en op zijn dertiende raakte hij geïnteresseerd in de jazz van Teddy Wilson, Earl Hines en met name Art Tatum. In de Tweede Wereldoorlog speelde hij tijdens zijn militaire dienst voor Amerikaanse soldaten in Marokko. In 1945 werd hij beroepsmuzikant en in 1950 verhuisde hij naar Parijs waar hij pianist werd in de band van Django Reinhardt. Solal speelde met bekende jazzmusici uit die tijd als Aimé Barelli, Chiboust, Benny Bennett, en maakte talloze opnamen voor het label Vogue, soms onder het pseudoniem Jo Jaguar. Vanaf 1953 speelde hij in clubs, dikwijls als begeleider van Amerikaanse jazzmuzikanten als Don Byas, Kenny Clarke, Chet Baker, Sidney Bechet. Hij richtte zijn eigen kwartet op met Roger Guérin (trompet), Paul Rovère (contrabas) en Daniel Humair (drums).
In 1960 gingen Solal en Humair verder als trio, met contrabassist Guy Pedersen. De contrabas kreeg hierbij een veel vrijere meer melodische rol dan tot dan toe gebruikelijk was. In 1963 speelde Solal met Humair en contrabassist Teddy Kotick op het Newport Jazz Festival en op festivals in Monterey, San Francisco, New York en Montreal. Omdat hij getrouwd was en een kind had zag hij af van een Amerikaanse carrière.
Vanaf 1968 heeft Solal veel opgetreden met Lee Konitz. Daarnaast bleef hij met Pedersen en Humair optreden. Ook gaf hij soloconcerten. Van een serie van 30 soloconcerten die in 1993-1994 voor Radio France werden opgenomen, werd de dubbel-cd Improvise Pour Musique France uitgebracht. In 1982 begon hij zijn eigen bigband, Dodecaband, en in 2006 de Newdecaband.
Naast de muziek voor À Bout de Souffle schreef hij voor een vijftiental films de muziek.
Solal schreef ook een piano-methode, getiteld Jazz Works.
Solal overleed op 12 december 2024 in een ziekenhuis in Versailles. Hij werd 97 jaar oud.

## Prijzen
Aan hem zijn verschillende prijzen toegekend. Onder andere:
- 1956 - Prix Django Reinhardt
- 1980 - Prix Boris-Vian voor het album Happy Reuinion, samen met Stéphane Grappelli
- 1986 - Bird Award tijdens het North Sea Jazz Festival
- 1993 - Grand Prix National de la Musique
- 1998 - verkozen tot beste Franse musicus
- 1999 - Jazzpar-prijs

## Discografie
- 1953 The Complete Vogue Recordings, Vol. 1 – Trios And Quartet (Vogue/BMG, 1953–56)
- 1954 The Complete Vogue Recordings, Vol. 2 – Trios And Solos (Vogue/BMG, 1954–56)
- 1955 The Complete Vogue Recordings, Vol. 1 – Trio And Big Band (Vogue/BMG, 1955–58)
- 1965 Solal Series – Zo-Ko-So (MPS) met Hans Koller en Attila Zoller
- 1970 Sans Tambour Ni Trompette (RCA)
- 1971 En Solo (RCA)
- 1975 Duo In Paris (Dreyfus) met Joachim Kühn
- 1983 Bluesine (Soul Note)
- 1984 Plays Hodeir (OMD)
- 1984 Martial Solal Big band (Dreyfus)
- 1990 Tryptique (Adda)
- 1992 Martial Solal & Toots Thielemans (Erato)
- 1993 Solal-Lockwood (JMS)
- 1993 Improvisie Pour France Musique (JMS)
- 1994 Triangle (JMS) met Marc Johnson en Peter Erskine
- 1997 Just Friends (Dreyfus) met Gary Peacock en Paul Motian
- 1998 Ballade du 10 Mars (Soul Note)
- 1998 Jazz’n (e)motion (BMG/RCA)
- 1997 Plays Ellington (Dreyfus)

- Bibsys: 2109306
- Biblioteca Nacional de España: XX885393
- Bibliothèque nationale de France: cb138999025 (data)
- CiNii: DA10729860
- Gemeinsame Normdatei: 134525264
- International Standard Name Identifier: 0000 0001 2133 6732
- Library of Congress Control Number: n82099790
- Nationale Bibliotheek van Letland: 000038225
- MusicBrainz: 13b00208-fff9-4dbd-bfc1-f769c182fbf8
- Nationale Bibliotheek van Tsjechië: xx0135713
- Nationale Bibliotheek van Israël: 987007280774605171
- Nederlandse Thesaurus van Auteursnamen: 073438871
- Réseau des bibliothèques de Suisse occidentale: 02-A003847108
- Istituto Centrale per il Catalogo Unico: SBLV163226
- SNAC: w6hf1f4h
- Système universitaire de documentation: 063052164
- Virtual International Authority File: 54333850
- WorldCat: E39PBJk8YBJpdYHyCGjqbmf6rq